# Adolfo Arnoldo Majano
Adolfo Arnoldo Majano Ramos (Intipucá, La Unión, 21 de abril de 1938) es un militar retirado que alcanzó el rango de coronel, que fue uno de los líderes del golpe de Estado del 15 de octubre de 1979; y que fue presidente de la Junta Revolucionaria de Gobierno de El Salvador (desde el golpe antedicho hasta el 14 de mayo de 1980, renunciando a la junta el 13 de diciembre de 1980).

## Biografía
Adolfo Arnoldo Majano nació en Intipucá del departamento de La Unión, el 21 de abril de 1938. Se dedicaría a la carrera de las armas, ingresando a la escuela militar en 1955; de la que se graduaría en 1958, en la promoción 28 (de su cuarta época), con el rango de subteniente de infantería. Más adelante, se destacaría en varios cuerpos con mando de tropa en la Primera Brigada de Infantería, y también sería fundador del Centro de Transmisiones en 1963.
Entre 1971 y 1974, estudió en la Ciudad de México en la Escuela Superior Militar, diplomándose de Estado Mayor General. Posteriormente, estudiaría en la Escuela de las Américas en la Zona del Canal de Panamá.
En el Ejército de El Salvador también sería jefe de estudios e instrucción de la Escuela Militar entre 1974 y 1975, y llegaría a alcanzar el rango de coronel. En 1975 sería presidente de la Federación Salvadoreña de Ajedrez; y ese año, y hasta 1977, serviría en el Estadio Mayor Presidencial. Para octubre de 1979 era subdirector de la escuela militar.
El 15 de octubre de 1979 participaría en el golpe de Estado a Carlos Humberto Romero; el mando supremo de El Salvador pasa de nuevo a manos de los coroneles Jaime Abdul Gutiérrez y Adolfo A. Majano. La participación en el golpe de 1979 también se tiene en cuenta: algunos creen que puso fin a la sangrienta dictadura de Romero, y otros acusan de eliminar el régimen de "estabilidad militar" que existía desde 1962. luego de lo cual, sería uno de los dos representantes del ejército en la Junta Revolucionaria de Gobierno, de la que sería presidente (durante la primera junta y parte de la segunda junta; al inicio de la guerra civil de El Salvador) Intentó una profunda reforma en la sociedad del país centroamericano: sentar las bases para el cambio económico, llevar a cabo una reforma agraria, nacionalizar la banca y el comercio exterior y preparar las condiciones adecuadas para las elecciones. 
En mayo de 1980, dentro del mando militar, hubo un golpe de Estado blando que lo marginó mientras daba mayor poder al coronel Jaime Abdul Gutiérrez.  
Considerado como honesto y progresista, Majano apoyó las reformas de la junta e instó a un mayor respeto por los derechos humanos y una apertura a la izquierda. Pero no era un líder efectivo, y las fuerzas de derecha dentro del ejército finalmente lo superaban. El 14 de mayo de 1980 dimitiría como presidente de la Junta y comandante de la fuerza armada, siendo reemplazado por Jaime Abdul Gutiérrez. Se mantendría como miembro de la junta hasta el 13 de diciembre ese mismo año, cuando renunciaría. Sería designado como agregado militar en España, pero rechazaría ese nombramiento y acusaría a la junta de apoyar a los extremistas de derecha.
El 20 de febrero de 1981, sería capturado y detenido en el Cuartel de San Carlos, debido a ser acusado de desobediencia a los mando militares. Posteriormente, el 20 de marzo de ese año, sería puesto en libertad y enviado al exilio.
Se trasladaría a residir a Panamá y luego a México; en ese último permanecería hasta 1983, cuando fijaría su residencia en Canadá.
Regresaría por primera vez a El Salvador (tras el éxilio), de forma breve, en noviembre de 1987.
En abril de 1988, volvería definitivamente a El Salvador, con el propósito de integrarse en la vida política; pero, mediados de agosto de 1988, sufriría un atentado del que resultaría ileso, pero en donde fallecieron dos miembros de su escolta. Por lo que se mudaría nuevamente a Canadá, donde está casado y es padre de cuatro hijos.